# Конторович, Пётр Григорьевич
Пётр Григорьевич Конторович (4(17) марта 1905, Климовичи, Могилёвская губерния, Российская империя — 27 февраля 1968, Свердловск, РСФСР, СССР) — советский математик, алгебраист.

## Биография
Родился в семье служащего.
Окончил Казанский университет в 1930 году. В 1930—1938 годах преподавал в Свердловском энергетическом институте (с 1934 года — в составе Уральского индустриального института).
Защитил докторскую диссертацию в 1941 году. С 1941 по 1968 год работал заведующим кафедрой в Уральского государственного университета имени А. М. Горького.
Один из основателей уральской алгебраической школы. Среди учеников:
- Кокорин, Али Иванович
- Копытов, Валерий Матвеевич
- Плоткин, Борис Исаакович
- Старостин, Альберт Иванович
- Шеврин, Лев Наумович

Скончался в 1968 году. Похоронен на Широкореченском кладбище Екатеринбурга.

## Признание
- Орден Трудового Красного Знамени